# Coscinia melanoptera
Coscinia melanoptera là một loài bướm đêm thuộc phân họ Arctiinae, họ Erebidae.